# イベントホライズンテレスコープ

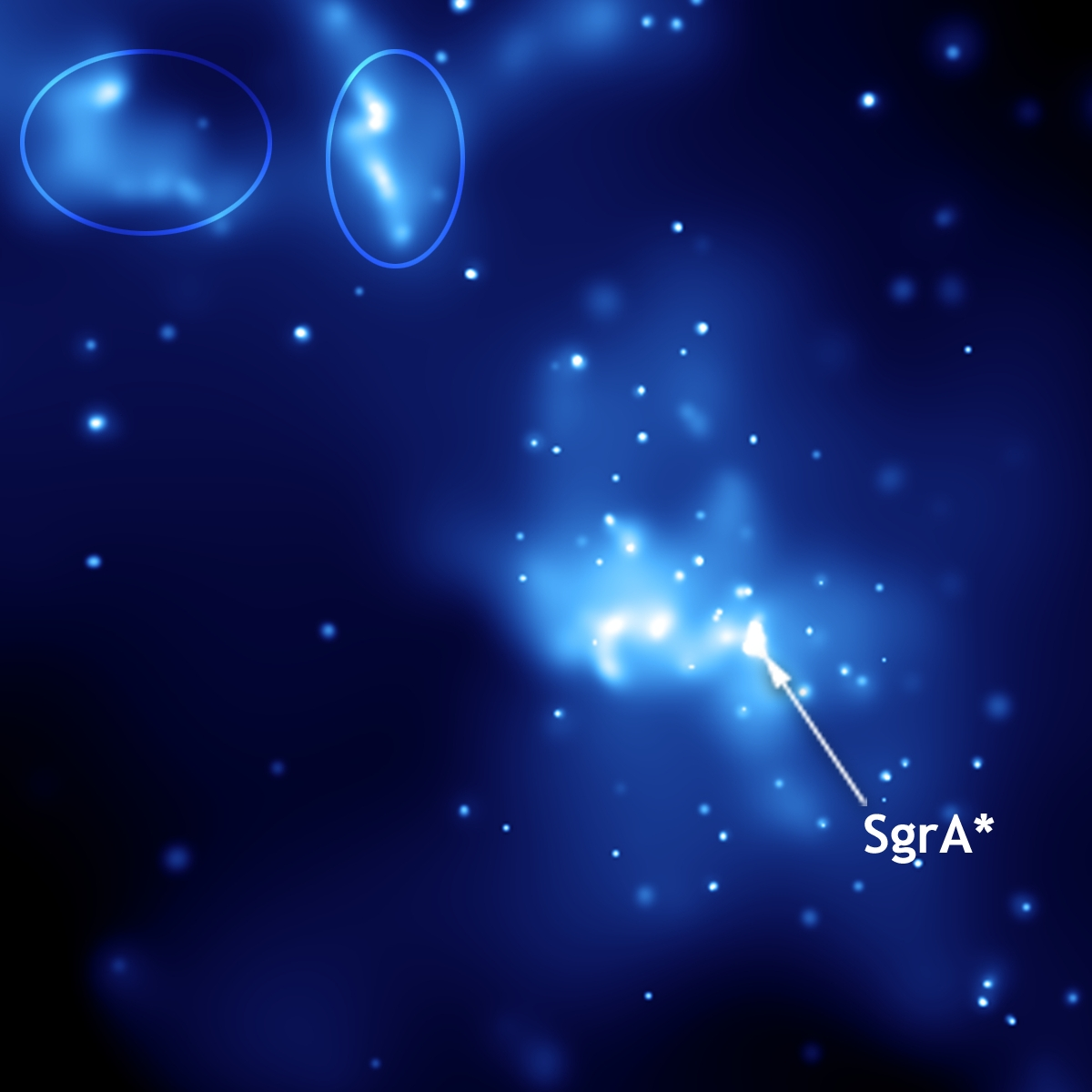
いて座A*（中央）と最近起きた爆発現象の光エコーの軟X線画像

イベントホライズンテレスコープ（EHT／Event Horizon Telescope）は、地球上にある電波望遠鏡をVLBI（超長基線電波干渉法）を用いて結合させ、銀河の中心にある巨大ブラックホールの姿を捉えるプロジェクトである。直訳で事象の地平線望遠鏡とも表記される。観測対象は、地球を含む天の川銀河の中心にある「いて座A*」と巨大楕円銀河M87の中心にある超巨大ブラックホールであり、これを撮影可能な解像度を有している。
現在、米国のマサチューセッツ工科大学のシェパード・ドールマンがプロジェクトディレクター、アリゾナ大学のディミトリス・サルティス（Dimitrios Psaltis）がプロジェクトサイエンティスト、オランダのライデン大学のレモ・ティラヌス（Remo Tilanus）がプロジェクトマネージャーを務めている。

## 概要
EHTは、世界中の複数の電波望遠鏡を結合させることで非常に高い感度と解像度を実現している。VLBI（超長基線電波干渉法）を用いることで、何千キロメートルも離れたところにある電波望遠鏡を結び付けて、地球と同じサイズの口径を持つ仮想的な電波望遠鏡を構成することができる。EHTの実現のためには、サブミリ波での両偏波観測可能な受信機、230 - 450GHzの周波数帯でVLBIを実現できる高安定な基準周波数信号、広帯域なVLBIバックエンドとデータ保存装置の開発と、サブミリ波VLBI観測が可能な天文台での試験観測が必要であった。
2006年に最初のデータを取得して以来、EHTは徐々に参加する望遠鏡の数を増加させていった。天の川銀河中心にあるいて座A*の画像を取得するための初めての観測は2017年4月に実施されたが、EHTに参加する南極点望遠鏡の冬季閉鎖により、データの輸送と処理が2017年12月にずれ込んだ。超巨大ブラックホールの画像が撮影されれば、アルバート・アインシュタインが提唱した一般相対性理論の検証が可能である。
EHTの観測で取得されたデータは、ハードディスクドライブに保存され、飛行機（いわゆるスニーカーネット）で各望遠鏡からマサチューセッツ工科大学ヘイスタック観測所/天文台と、ドイツのマックス・プランク電波天文学研究所に運ばれ、40Gbit/sのネットワークで結合された800個のCPUを擁するグリッド・コンピューターで処理される。

## 研究成果

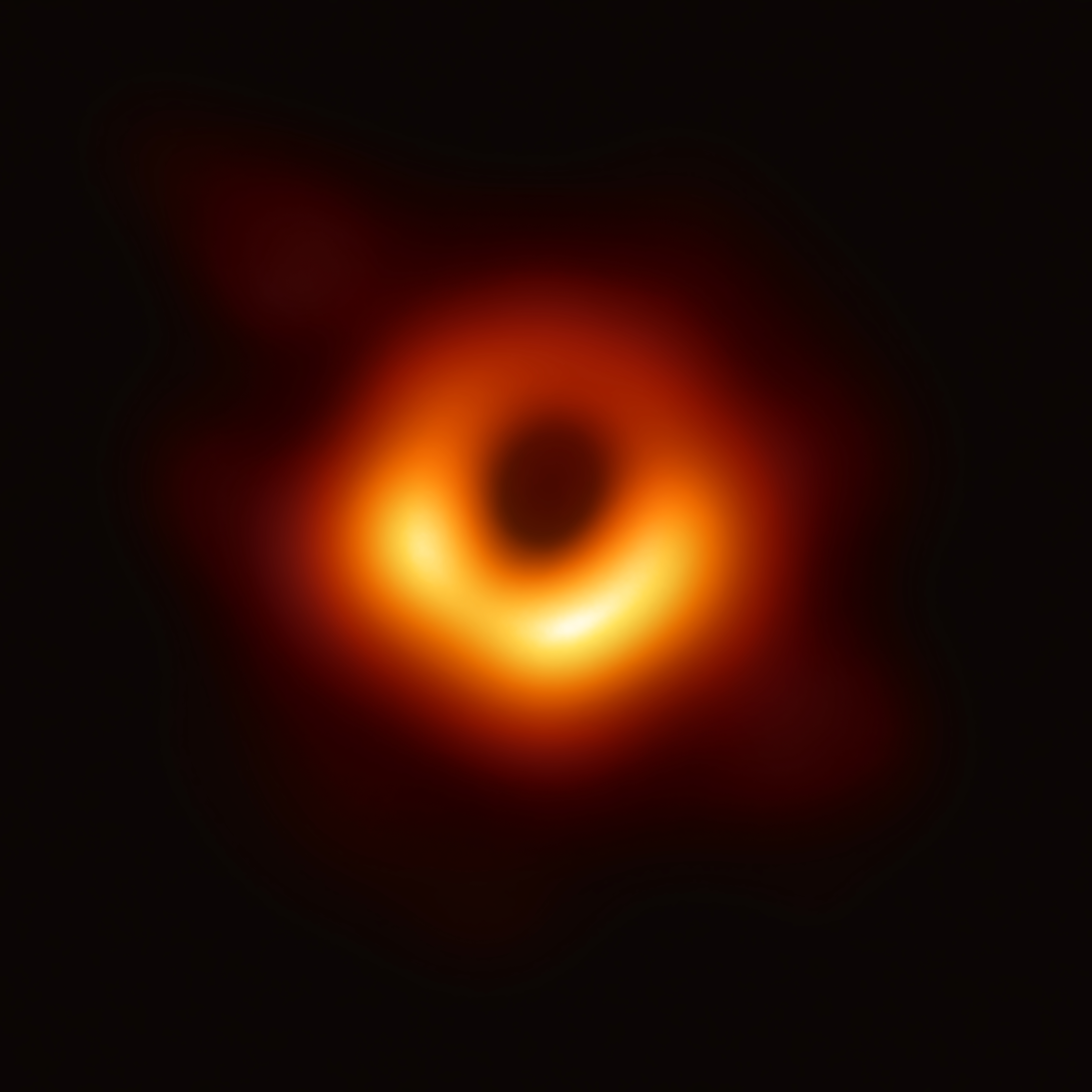
EHTが世界で初めて撮影に成功したブラックホールの事象の地平線

研究成果は2019年4月10日13時 (UTC)から 、アメリカ合衆国（ワシントンD.C.）の他、日本（東京）、ベルギー（ブリュッセル）、チリ（サンティアゴ）、中国（上海）、台湾（台北）で同時に記者会見が開かれ、人類史上初のブラックホールの直接撮影であるM87中心の巨大ブラックホールの撮像が公開された。この観測により、超大質量ブラックホールの事象の地平面の周囲に存在する光子球(photon sphere) の存在とそれが作るブラックホールシャドウが直接確認された。ブラックホールシャドウのサイズは1000億km、事象の地平面の直径は400億kmと見積もられている。この撮影には、ALMAを中核とする南北アメリカ大陸とスペイン、ハワイにある望遠鏡7台が使われた。2019年の発表後、EHTチームの公開したデータを世界各国の研究チームが再解析し、EHTチームと同様にリング状の画像を得ている。2022年6月には、EHTチームに参加していない三好真助教（国立天文台）らの研究グループによる「リング構造であるとする解析結果は誤りである」とする研究結果がアストロフィジカルジャーナル誌に掲載されたが、EHTチームは誤った理解に基づくものとして否定している。
2020年、『史上初のブラックホールの撮影』により、日本のSFファンが選ぶ第51回星雲賞の自由部門を受賞。
2022年5月12日に開かれた世界同時記者会見にて、M87に次いで観測史上2例目となる、いて座A*にある超大質量ブラックホールのブラックホールシャドウの直接観測に成功したと発表した。

## 参加機関

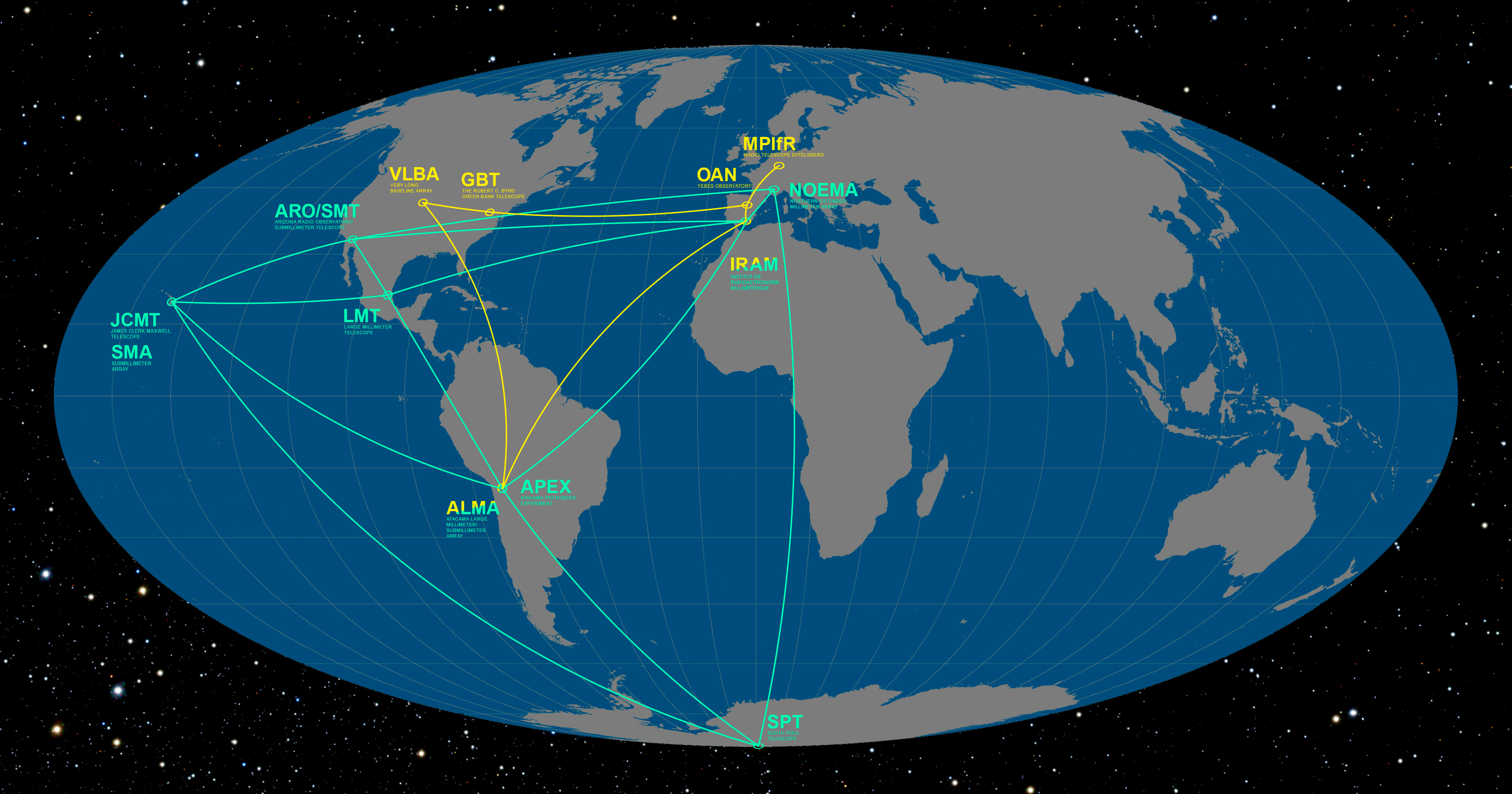
EHTとグローバルミリ波VLBIアレイ

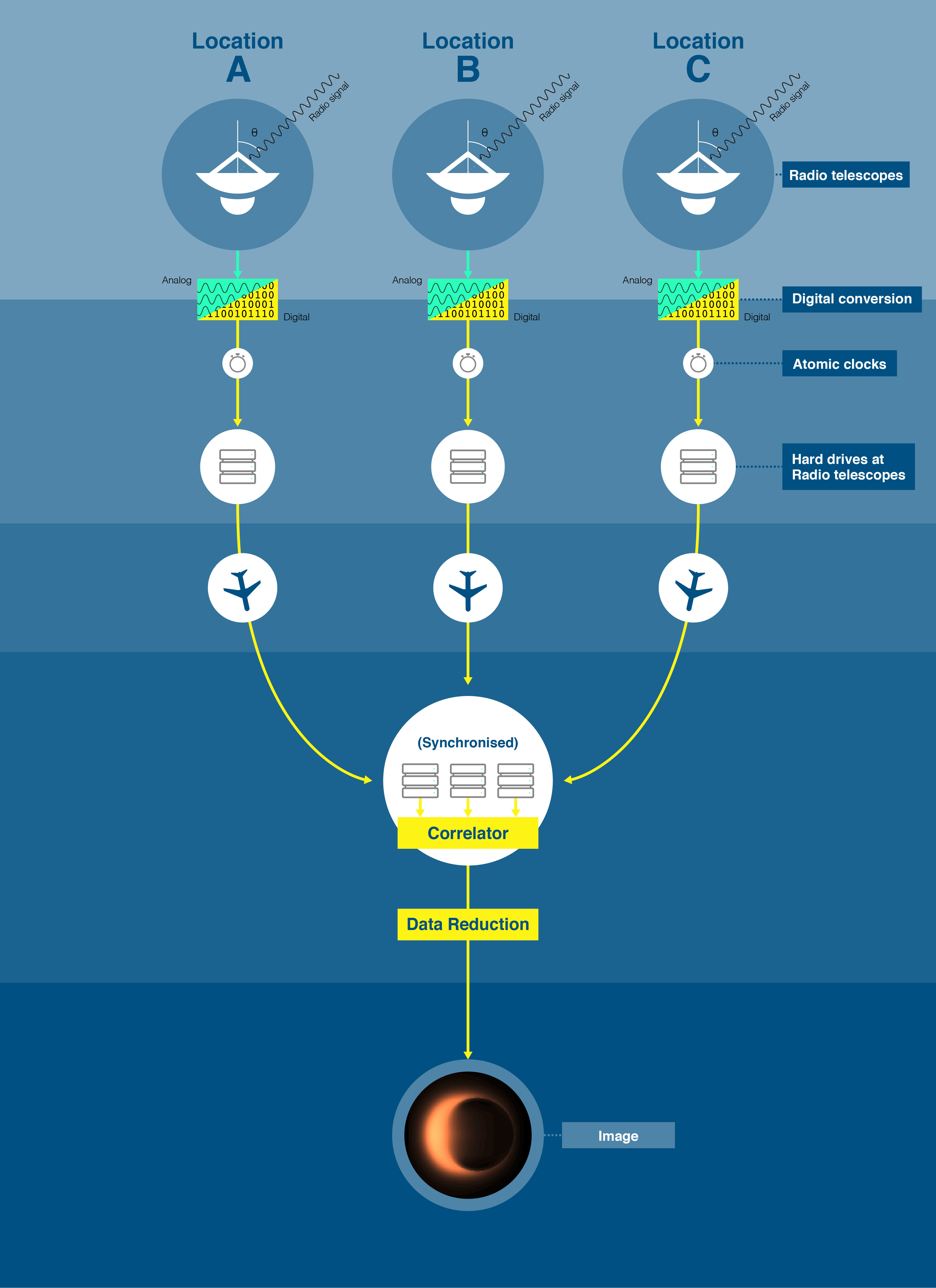
EHTのVLBI装置図。遠く離れたアンテナには、それぞれ非常に精密な原子時計が搭載されている。アンテナで集められたアナログ信号はデジタル信号に変換され、原子時計から供給された精密な時刻信号とともにハードディスクドライブに保存される。ハードディスクドライブはその後、相関器のある所まで輸送され、同期処理される。各地から持ち寄られたデータをもとに天文画像が合成される。

2019年現在、EHT評議会に代表者を出している機関は以下の13機関。その他、EHTコラボレーションに個人として参加している研究者を含めると、76機関、206名が参加している。
- 中央研究院天文及天文物理学研究所（台湾）
- 東アジア天文台（日本、中国、台湾、韓国）
- ゲーテ（フランクフルト）大学（ドイツ）
- マサチューセッツ工科大学ヘイスタック観測所（米国）
- ミリ波電波天文学研究所（フランス、スペイン）
- アルフォンソ・セラノ大型ミリ波望遠鏡（メキシコ）
- マックスプランク電波天文学研究所（ドイツ）
- 自然科学研究機構国立天文台（日本）
- ペリメーター研究所（カナダ）
- ラドバウド大学（オランダ）
- スミソニアン天体物理学観測所（米国）
- アリゾナ大学（米国）
- シカゴ大学（米国）

EHTに貢献している機関・望遠鏡は以下の通りである。
- アルマ望遠鏡
- アタカマパスファインダー実験機
- 中央研究院天文及天文物理研究所
- アリゾナ大学
- カルテクサブミリ波天文台
- CARMA
- 欧州南天天文台
- ジョージア州立大学
- ヨハン・ヴォルフガング・ゲーテ大学フランクフルト・アム・マイン
- グリーンランド望遠鏡（英語版）
- ハーバード・スミソニアン天体物理学センター
- マサチューセッツ工科大学ヘイスタック観測所
- ミリ波電波天文学研究所
- INAOE（英語版）
- 東アジア天文台 ジェームズ・クラーク・マクスウェル望遠鏡
- 大型ミリ波望遠鏡
- マックス・プランク電波天文学研究所
- 国立天文台
- 米国科学財団
  - アメリカ国立電波天文台
- マサチューセッツ大学
- オンサラ天文台（英語版）
- ペリメーター研究所
- カリフォルニア大学バークレー校
- ラドバウド大学
- 中国科学院上海天文台
- サブミリ波干渉計
- コンセプシオン大学
- メキシコ国立自治大学
- シカゴ大学（南極点望遠鏡）
- イリノイ大学アーバナ・シャンペーン校
- ミシガン大学